# Tillandsia lithophila
Tillandsia lithophila är en gräsväxtart som beskrevs av Lieselotte Hromadnik. Tillandsia lithophila ingår i släktet Tillandsia och familjen Bromeliaceae. Inga underarter finns listade i Catalogue of Life.